# Lava (2014)
Lava ist ein computeranimierter Kurzfilm von Pixar. Die Regie führte James Ford Murphy, der auch das Drehbuch schrieb. Der Film hatte seine Premiere am 14. Juni 2014 auf dem Hiroshima Kokusai Animation Festival und wurde in den Kinos am 19. Juni 2015 als Vorfilm von Pixars Alles steht Kopf veröffentlicht.
Der Film zeichnet die über Millionen Jahre verlaufende Liebesgeschichte zwischen zwei Vulkanen, die in Form eines Liebeslieds erzählt wird. Den Song schrieb Murphy selbst.

## Handlung
Auf einer einsamen Insel im Pazifik verfolgt ein Vulkan das Liebesleben der dort lebenden Tiere und wünscht sich nichts sehnlicher, als selbst mit einer Partnerin glücklich zu werden. So singt er sein Lied jeden Tag, während er seine Lava spuckt und allmählich im Meer versinkt. Er ahnt nicht, dass unter der Meeresoberfläche ein weiblicher Vulkan ruht, der von seinem Lied ergriffen ist und sich in ihn verliebt hat. Als sie die Kraft schöpft und mit einem Ausbruch als neue Insel erscheint, kann sie jedoch den einsamen Vulkan nicht sehen, da er sich hinter ihr befindet. In seinen letzten Atemzügen versinkt er schließlich im Meer und trauert um seine Angebetete. Der weibliche Vulkan erinnert sich jedoch an das Lied und beginnt es selbst zu singen. Daraufhin bricht der einsame Vulkan erneut aus und ist schließlich mit ihr vereint, sodass sie gemeinsam ihr Lied singen können.

## Rezeption
Nicholas Garrett gab dem Film eine positive Kritik und meinte, es sei einer der berührendsten und subtilsten Kurzfilme von Pixar. Oliver Lyttelton urteilte, der Film sei „wunderschön“. Pat Mullen gab 3½ von 5 Sternen und lobte die „fantastische Optik“ sowie die „durchgehende Kreativität und Kunstfertigkeit“. Nelson Rivera hob den musikalischen Aspekt hervor, da Musik in der Lage sei, pure Emotionen hervorzurufen, was der Film effektiv demonstrieren würde.
Pablo Ruiz gab dem Film dagegen eine negative Bewertung. Er beschrieb die Geschichte als „langweilig“ und argumentierte, es gebe keine Charakterentwicklung, keinen Spannungsbogen, keine Handlung; es würden einfach „Dinge passieren“. Michael Colan bewertete Lava als einen der schwächsten Kurzfilme Pixars und kritisierte vor allem das Drehbuch: es werde zu viel erklärt und zu wenig gezeigt. Dennoch lobte er die „überragende Animation“ und den Grundgedanken der Geschichte.

## Single
Das Lied im Film, ebenfalls Lava betitelt, wurde am 16. Juni 2015 in der Originalversion als Download-Single und als Bonustrack auf dem Soundtrack von Alles steht Kopf veröffentlicht. In der deutschen Fassung singen Ron Van Lankeren und Sharyhan Osman die Charaktere. Tommy Amper und Christine Roche verfassten die Liedtexte.